# 5215 Tsurui
5215 Tsurui eller 1991 AE är en asteroid i huvudbältet som upptäcktes den 9 januari 1991 av de båda japanska astronomerna Kazuro Watanabe och Masanori Matsuyama vid Kushiro-observatoriet. Den är uppkallad efter den japanska byn Tsurui.
Asteroiden har en diameter på ungefär 12 kilometer och den tillhör asteroidgruppen Eunomia.